# Параман Пресвятої Богородиці

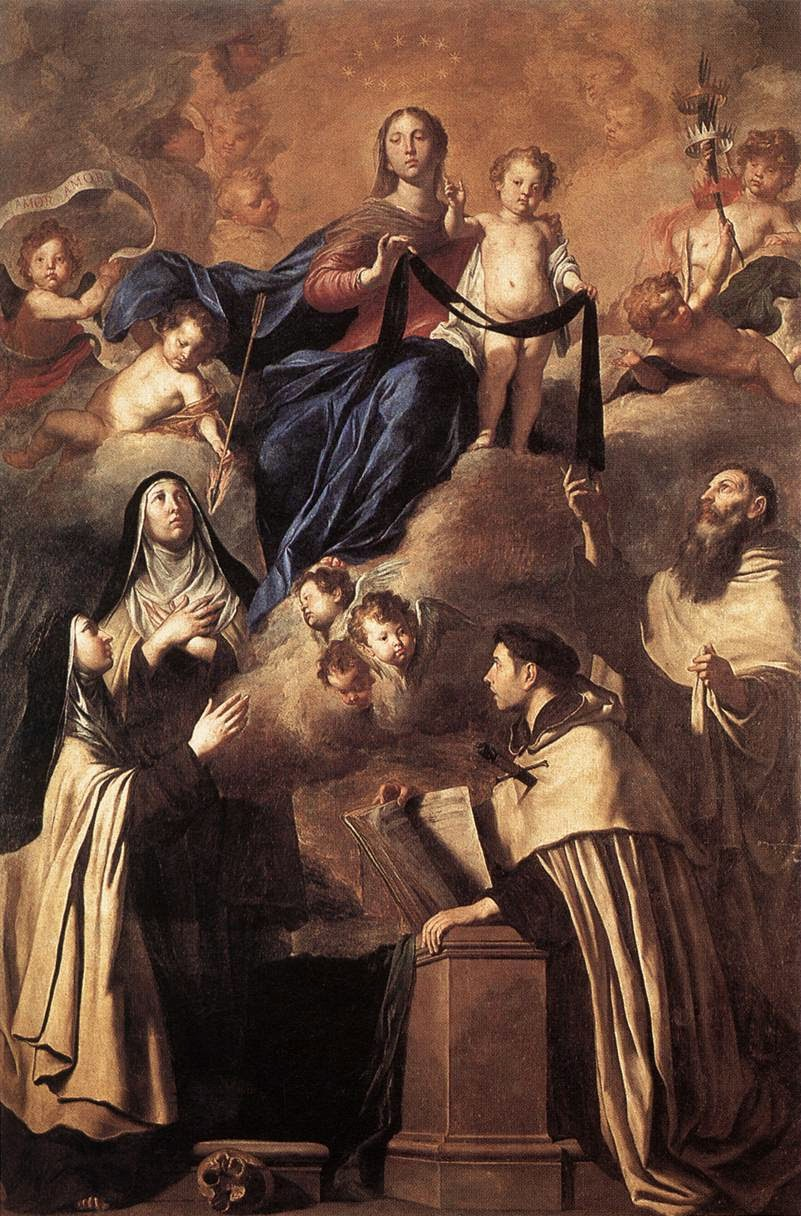
П'єтро Новеллі. Божа Мати з Гори Кармель і святі кармеліти: Симон Сток (стоїть), Анджело з Єрусалиму (на колінах), Марія Магдалина де Пацці, Тереза Авільська, 1641 (Museo Diocesano, Палермо)

Параман Пресвятої Богородиці — параман, який Пречиста Діва Марія вручила 16 липня 1251 року, під час чудесного об'явлення, Блаженному Симону Стоку, генеральному настоятелю чину кармелітів як відзнака особливої ласки, яку Вона випросила для «дітей з гори Кармель».

## Історія об'явлення
1241 року англійський барон Де Грей повертався з Христового походу з Палестини. Він привіз з собою монахів зі святої гори Кармель. Після прибуття барон подарував монахам своє помістя в Авлесфорді. Десять років по тому в цьому ж місті відбулося відоме явління Богородиці св. Симонові Стоку.
Пречиста Діва Марія об'явилась Блаженному Симону Стоку, генеральному настоятелю чину кармелітів, який тоді зазнавав тяжких переслідувань та з особливою ревністю просив Пречисту Діву Марію про допомогу, 16 липня 1251 року з коричневим параманом в руках і промовила до нього так: «Візьми оцей параман, це є відзнака особливої ласки, яку я випросила для дітей з гори Кармель. Хто з тим параманом помре, буде врятований від вогню вічного. Це є знамення спасіння, охорона від небезпеки і запорука особливої опіки».

## Обітниці спасіння для тих хто носить Параман
- Хто помре в парамані носячи на собі його, не пізнає пекельного вогню.
- Буде врятований від чистилища. Бо першої суботи після твоєї смерті, Мати Божа визволить твою душу з чистилища.
- Параман має велике значення і означає одяг Матері Божої, в який одягнені вибрані її діти. Це — цінний подарунок, посланий з неба на землю Пречистою Дівою Марією на горі Кармель. Котра послала нам Його для порятунку.
- Параман треба носити з великою набожністю і витривалістю.
- Мати Божа говорить до кожної душі: «Це моя ноша, моя сукня!» Бути одягненому в неї означає постійно думати про Матінку Божу. Взамін за це Мати Божа завжди думає про тебе і помагає тобі забезпечити життя вічне.

Особи, які носять параман, стають членами родини Матері Божої. Його треба носити так, щоб стяжка спочивала на обох раменах. Одна частина полотна звисає на грудях, друга на плечах. В Іспанії 1936-39 рр. цілі полки національних військ носили парамани відкрито на грудях і відбувались в той час численні чуда.

## Вселенські Архиєреї про практику носіння Коричневого Пармана
Папа Бенедикт XIV в своїх листах про празники Пречистої Діви Марії пише, що повністю є переконаний про правду Того об'явлення та про те, що Пречиста Діва визволить членів параманного братства з чистилища в першу суботу після їх смерті.
Папа Пій IX узагальнив параман таким поясненням… що його дала Божа Мати святому Симону Стоку:
|  | Це приносить свою велику користь не тільки Кармелітанській Родині Марії, тобто чину Кармелітів, але і усім вірним, котрі бажають іти за Марією в тому особливому набоженстві. |

Коли вибрали Лева X на Папу і одягали його в папські ризи, тоді випадково зняли з нього параман, він скоро збагнув і закликав: «Залиште мені Марію, щоб Марія не залишила мене!».
Папа Пій XII заявив: «Я бажаю, щоб кожний католик носив параман!».

## Зв'язок між Параманом іФатімою
Пречиста Діва з Кармелю, 13 жовтня 1917 року простягала параман до 70 тисячної юрби народу у Фатімі, і сестра Лучія з трьох фатімських дітей, каже, що набожність до параману є певно частиною самого доручення Фатіми. Тому ті, хто носять параман, повинні в особливий спосіб звернути увагу на прохання Фатімської Божої Матері. Для тих, хто бажає поєднувати набожність до парамана з обітницею виконувати прохання Фатімської Божої Матері.

## Суботній привілей
Назва «Суботній привілей» походить від послання Папи Івана ХХІІ від 3 березня 1322 року. У цьому посланні Папа Іван ХХІІ стверджує, що Богородиця Діва з'явилася йому і попросила практикувати носіння коричневого Парамана ордену Кармелітів. Окрім того, Богородиця підтвердила обіцянку, що усі, хто носитиме Параман, будуть звільнені від перебування в Чистилищі. Папа Іван ХХІІ окреслює умови для отримання цієї ласки. Суботній привілей складається із обіцянки Богородиці звільнити людину від Чистилища через її особливе заступництво в першу суботу (субота — день посвячений Богородиці) та після смерті тих, що виконали ці три вимоги:
- Носити параман;
- Кожного дня відмовляти приписані молитви;
- Провадити чисте життя згідно з своїм станом[1].

## Братство коричневого Параману
На даний час у всьому світі нараховується близько 200 000 000 членів Братства коричневого Параману.
Вступаючи в братство майбутні члени складають такі обітниці: Я, … обіцяю виконувати приписи суботнього Привілею:
- Буду завжди носити параман.
- Буду зберігати 6-у Божу заповідь і в тому намірі чинитиму потрібні жертви, щоб зберегти себе перед упадком в гріх, та виконувати обов'язки.
- Буду молитися кожного дня вервицю 5 десяток Богородице Діво… і буду розважати на вервиці приписаних 5 радісних таємниць.
- Також обіцяю виконувати прохання Фатімської Божої Матері. Буду приймати святе Причастя як винагороду Пресвятим Серцям Ісуса і Марії, кожної першої суботи місяця і так буду тримати протягом 5 місяців, безперервно.
- Також буду пам'ятати про щотижневу сповідь, якщо буду відчувати потребу в ній.
- Того ж дня першої суботи, продовж, хоча б, 15 хв., буду розважати 15 таємниць вервиці життя Ісуса і Марії[1].

## Молитва до Пречистої Діви Парамана
|  | Преблагословенна і Пренепорочна Діво Маріє, Окрасо і Славо гори Кармель. Ти, чиє наймилше обличчя споглядає на тих, що зодягнені у твій шанований одяг - Параман, глянь також ласкаво й на мене і візьми мене під покров твоєї материнської опіки. Скріпи мою неміч своєю підтримкою: освіти темряву мого серця своєю мудрістю, зміцни у мені віру, надію та любов. Так заквітчай мою душу ласками і чеснотами, щоб вона завжди була любою твоєму Божественному Синові і Тобі. Допомагай мені в житті, потіш мене у смерті твоєю постійною опікою і присутністю. І представ мене Пресвятій Тройці як свою дитину і вірного (-ну) слугу, щоб я дістав (-ла) змогу завжди славити й величати тебе на Небесах. Амінь. |